# Парламентські вибори в Болгарії жовтень 2024
Парламентські вибори в Болгарії, на яких обираються народні представники в Народні збори Болгарії. 
Вибори є достроковими, оскільки Національні збори, обрані в червні того ж року, не змогли обрати черговий уряд. Вони відбуваються 27 жовтня 2024 року . Із 6 601 262 зареєстрованих виборців проголосувало 2 570 629, що становить явку 38,94%. Таким чином, 1 депутатський мандат набирається в середньому за 10 711 голосів .

## Результати
| Партія                                       | Партія                                                           | Голосів   | %      | Місць | +/–   |
| -------------------------------------------- | ---------------------------------------------------------------- | --------- | ------ | ----- | ----- |
|                                              | ГЄРБ—СДС                                                         | 642 931   | 26,388 | 69    | +1    |
|                                              | Продовжуємо зміни—Демократична Болгарія                          | 346 063   | 14,203 | 37    | –2    |
|                                              | Відродження                                                      | 325 468   | 13,358 | 35    | –3    |
|                                              | Рух за права і свободи                                           | 281 366   | 11,548 | 30    | Нова  |
|                                              | Коаліція за Болгарію                                             | 184 403   | 7,568  | 20    | +1    |
|                                              | Альянс за права і свободи                                        | 182 263   | 7,481  | 19    | Нова  |
|                                              | Є такий народ                                                    | 165 160   | 6,779  | 18    | +2    |
|                                              | Мораль, єдність, честь                                           | 111 946   | 4,595  | 12    | +12   |
|                                              | Велич                                                            | 97 430    | 3,999  | 0     | -13   |
|                                              | Синя Болгарія                                                    | 26 066    | 1,070  | 0     | 0     |
|                                              | Болгарське піднесення                                            | 10 308    | 0,423  | 0     | 0     |
|                                              | Русофіли за відродження Вітчизни                                 | 8 858     | 0,364  | 0     | 0     |
|                                              | Пряма демократія                                                 | 7 948     | 0,326  | 0     | 0     |
|                                              | Голос народу                                                     | 7 299     | 0.30   | 0     | 0     |
|                                              | Республіканці за Болгарію, Союз вільних демократів, Зелений Союз | 6 295     | 0,258  | 0     | 0     |
|                                              | Партія зелених                                                   | 4 897     | 0,201  | 0     | 0     |
|                                              | Атака                                                            | 3 990     | 0,164  | 0     | 0     |
|                                              | Моя країна Болгарія                                              | 2 781     | 0,114  | 0     | Нова  |
|                                              | Народна партія "Правда і тільки правда"                          | 2 466     | 0,101  | 0     | 0     |
|                                              | Права                                                            | 2 372     | 0,097  | 0     | Нова  |
|                                              | Демократи за відповідальність, безпеку та толерантність          | 2 259     | 0,093  | 0     | 0     |
|                                              | Болгарський національний союз «Нова демократія»                  | 2 237     | 0,092  | 0     | 0     |
|                                              | "Компетентність, відповідальність і правда" (КОЙ)                | 2 022     | 0,083  | 0     | Нова  |
|                                              | Болгарське національне об'єднання                                | 1 737     | 0,071  | 0     | 0     |
|                                              | Болгарський союз за пряму демократію                             | 1 716     | 0,07   | 0     | 0     |
|                                              | Соціалістична партія "Болгарський шлях"                          | 1 578     | 0,065  | 0     | Нова  |
|                                              | Болгарія праці і розуму                                          | 1 444     | 0,048  | 0     | Нова  |
|                                              | Бригада                                                          | 1 172     | 0,059  | 0     | Нова  |
|                                              | Незалежний                                                       | 2 000     | 1,095  | 0     | Новий |
|                                              | Нічого з перерахованого вище                                     | 82 618    | 3,396  | –     | –     |
| Загалом                                      | Загалом                                                          | 2 519 075 | 100.00 | 240   | 0     |
| Всього дійсних голосів                       | Всього дійсних голосів                                           | 2 519 075 | 98,00  |       |       |
| Недійсні голоси                              | Недійсні голоси                                                  | 51,523    | 2,00   |       |       |
| Всього голосів                               | Всього голосів                                                   | 2,570,598 | 100.00 |       |       |
| Зареєстровано виборців/явка                  | Зареєстровано виборців/явка                                      | 6,601,262 | 38,94  |       |       |
| Джерело: Центральна виборча комісія Болгарії |                                                                  |           |        |       |       |